# Rue Charles-Duflos
La rue Charles-Duflos est une voie de communication de Bois-Colombes.

## Situation et accès

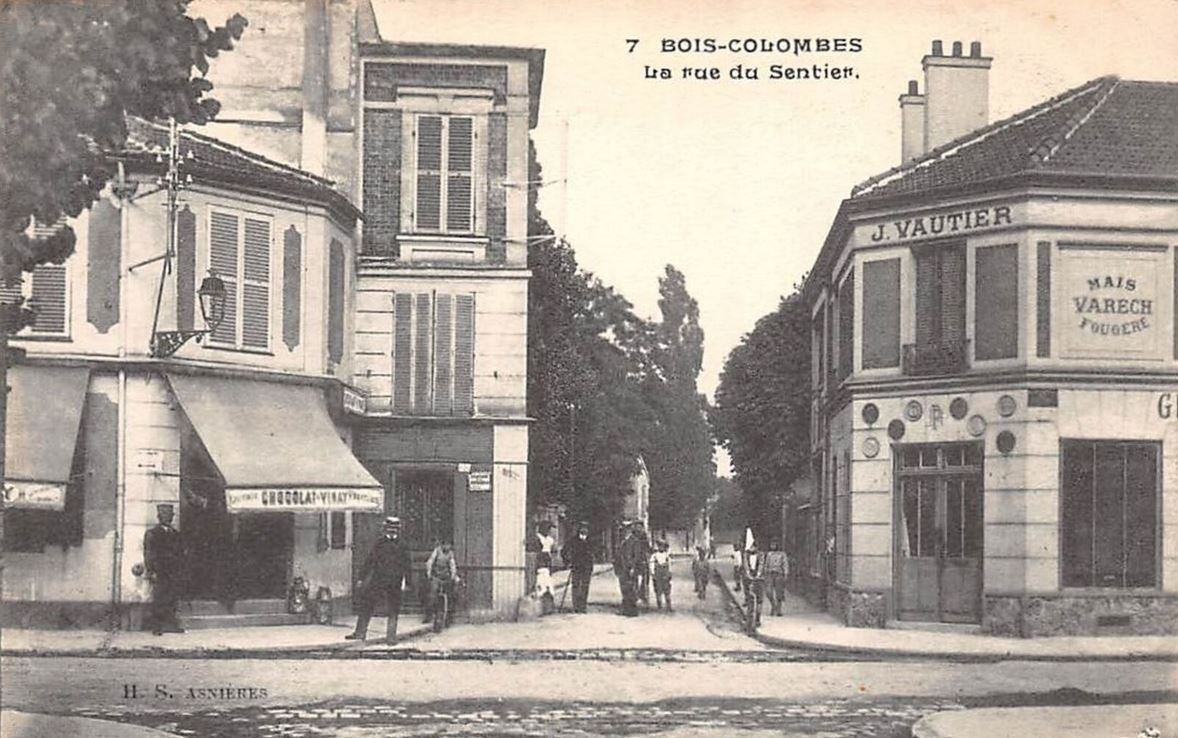
Un magasin rue du Sentier.

Cette rue orientée d'ouest en est commence son tracé dans l'axe de la rue des Lilas à Colombes, rencontre notamment la rue Geraldy et se termine à proximité de l'hôtel de ville.
Elle est accessible par la gare des Vallées et la gare de Bois-Colombes.

## Origine du nom

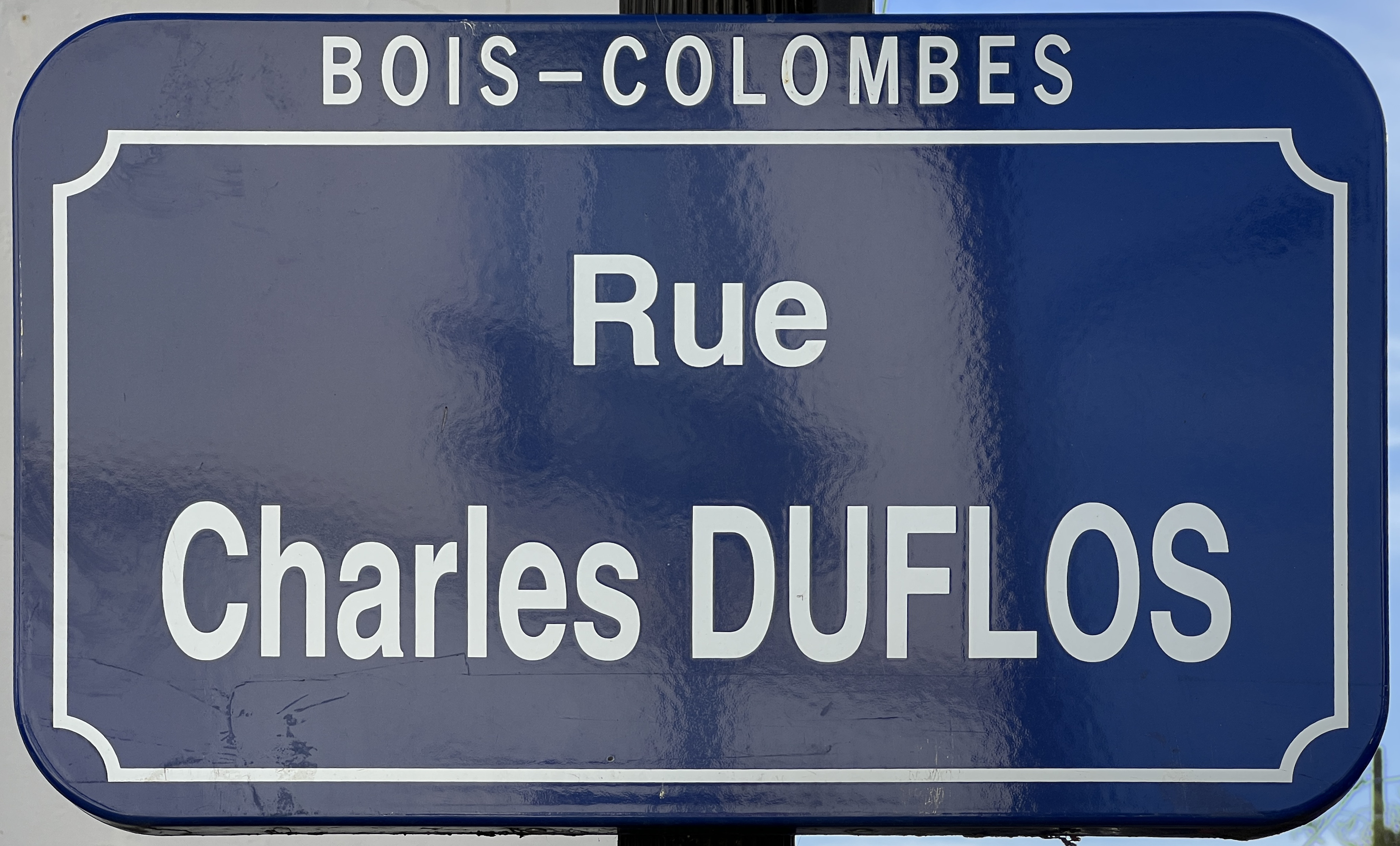
Plaque de la rue Charles-Duflos.

C'est par délibération du 20 juillet 1910 que la rue du Sentier est renommé en hommage à Charles Duflos, deuxième maire de la ville, de 1904 à 1910, et qui participa à sa création. Il avait coutume d'emprunter cette rue quotidiennement pour se rendre à l'hôtel de ville qui à l'époque se trouvait rue du Général-Leclerc.

## Bâtiments remarquables et lieux de mémoire
- Square Roosevelt[3].
- Hôtel de ville de Bois-Colombes.
- Espace culturel Duflos[4].

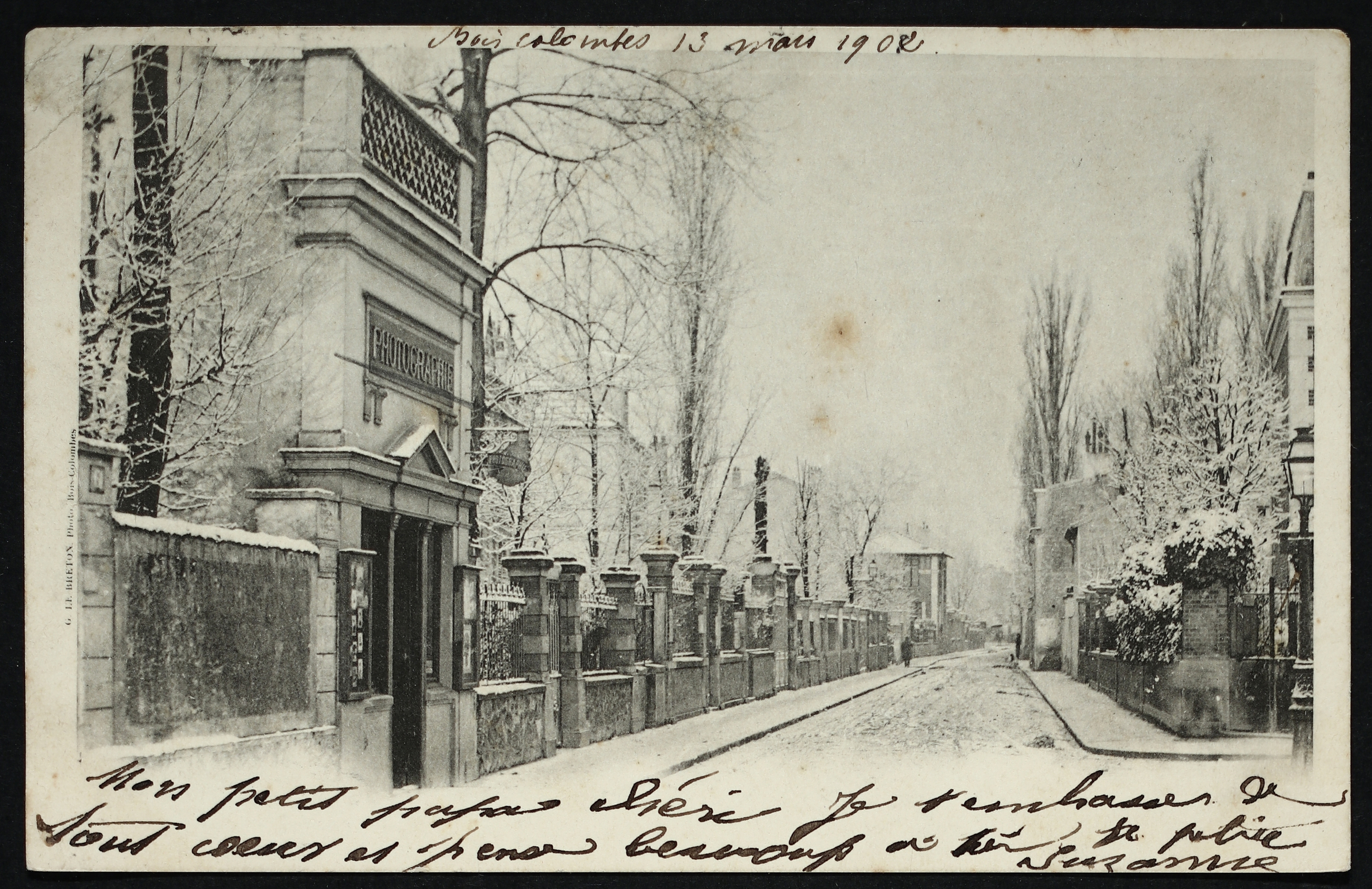
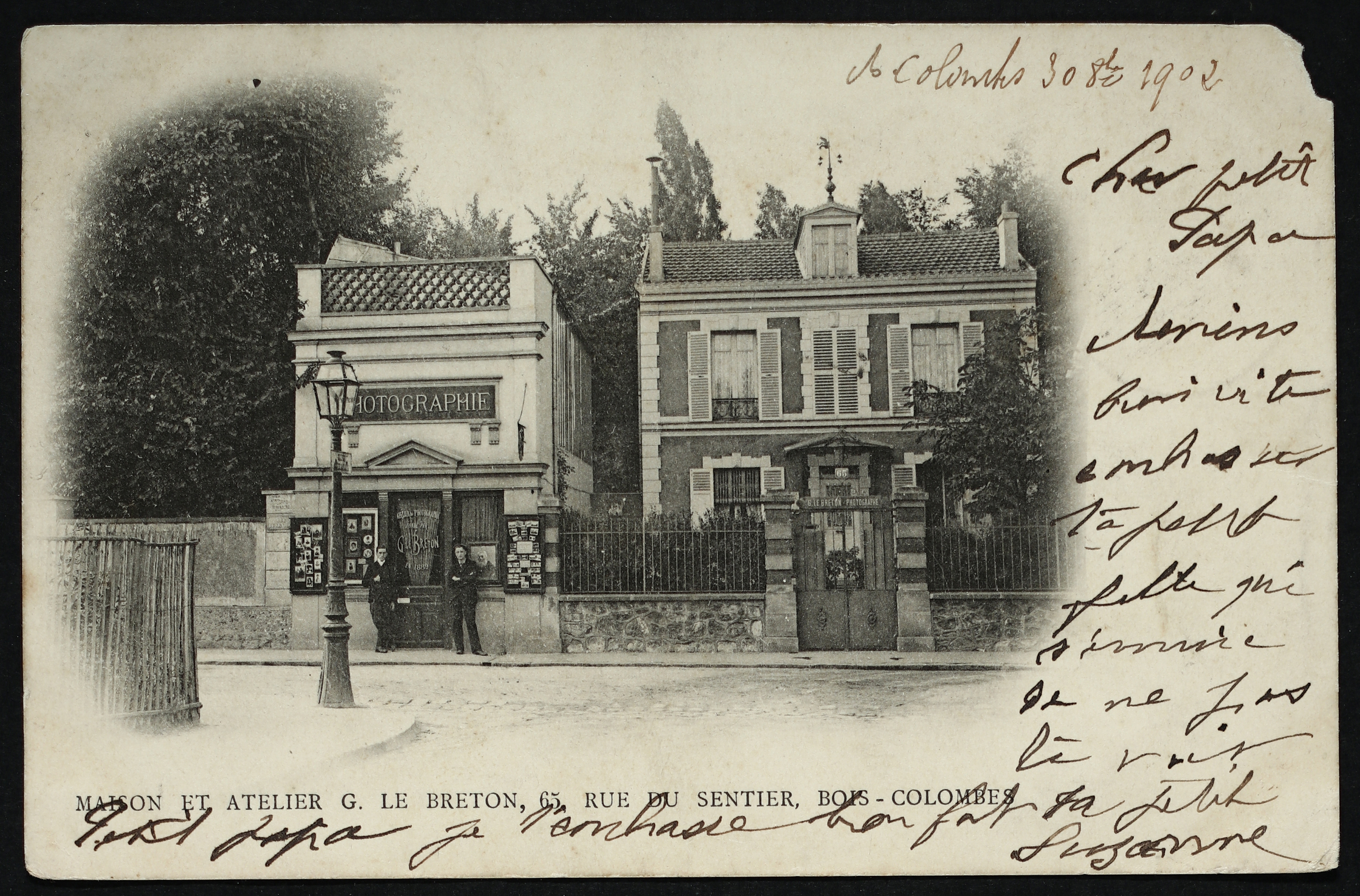
Maison et atelier photographique G. Le Breton, établissement fondé en 1889, qui édita en 1901 la première carte postale de Colombes[5].
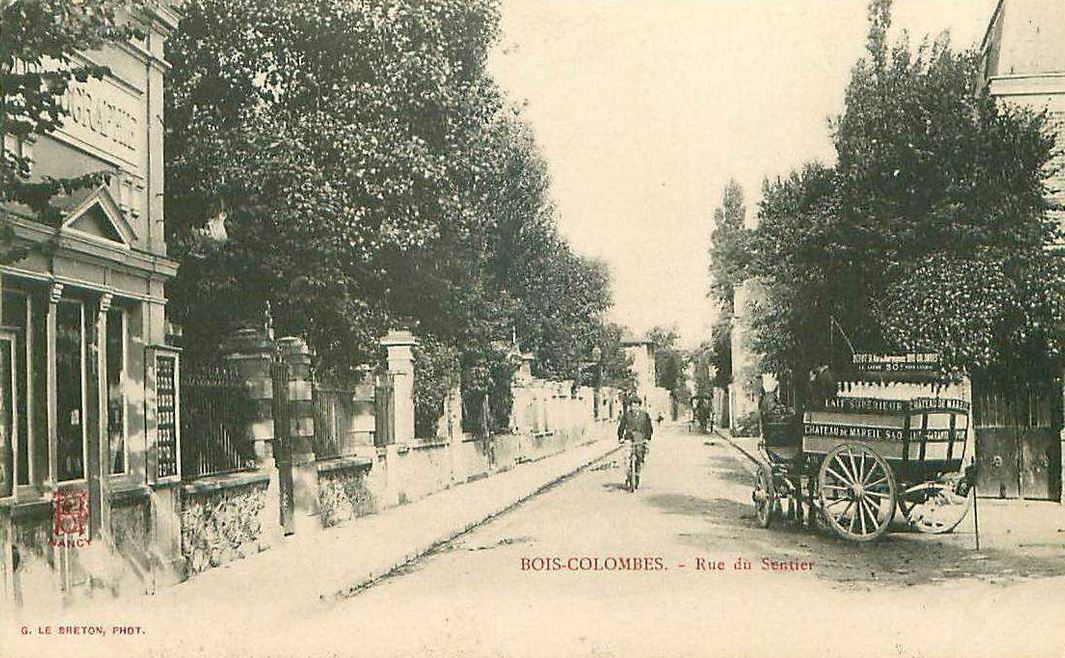